# استفان هیکل
استفان هیکل (انگلیسی: Stefan Hickl؛ زادهٔ ۱۱ آوریل ۱۹۸۸) بازیکن فوتبال اهل آلمان است.
از باشگاه‌هایی که در آن بازی کرده‌است می‌توان به باشگاه فوتبال کیکرز اوفنباخ، باشگاه فوتبال اف‌اس‌وی فرانکفورت، و باشگاه فوتبال دارمشتات ۹۸ اشاره کرد.